# Batalla de Castelló
La batalla de Castelló és una batalla de la Primera Guerra Carlina.

## Antecedents
L'Expedició Reial, organitzada per l'infant Sebastià tenia la finalitat d'arribar a Madrid amb el pretendent al tron d'Espanya Carles Maria Isidre de Borbó, des del nord creuant la península amb les millors tropes de l'exèrcit carlí.
El 20 de maig van travessar el riu Aragó, arribant a Osca l'endemà, vencent a les tropes liberals del general Miguel María Iribarren, que va morir poc després, i el 27 van arribar a Barbastre, on van vèncer les forces del general Oráa el 2 de juny, i aquest els encalçà de nou en la travessa del Cinca, en la que l'artilleria cristina els atacà amb duresa, i foren derrotats a la batalla de Gra, A Catalunya només hi havia partides aïllades i poc disciplinades que no van poder aportar gaires tropes ni de gaire qualitat a l'Expedició, i després que Ramon Cabrera netegés el camí derrotant Emilio Borso di Carminati a la batalla de Xerta pogué travessar l'Ebre per Xerta el migdia del 29 de juny del 1837, es van reunir amb Cabrera i va seguir el seu camí cap a Madrid.

## Batalla
Amb 22.000 homes, el 4 de juliol sortia dom Carles de Sant Mateu, defensada per 4.000 homes encapçalats per Antonio Buil y Raso, als que s'uní un batalló de Savoia enviat per Emilio Borso di Carminati arribat per mar. Els carlins atacaren Castelló el 8 de juliol, però incapaços de pendre la vila, van retirar-se en direcció a l'Horta de València l'endemà.

## Conseqüències
Després de la derrota a Castelló, continuaren fins a València sent derrotats a la batalla de Xiva, però després d'obtenir una brillant victòria sobre un exèrcit isabelí, l'expedició va dirigir-se al Maestrat per unir-se amb les tropes de Cabrera, va seguir sense trobar grans obstacles fins a les portes de Madrid. Els carlins no van realitzar cap intent d'ocupar la capital, iniciant la retirada als territoris des d'on havien sortit.
La resistència de la ciutat a l'atac carlí li comportà el reconeixement com a noble i lleial.